# Новопетровский (Долгоруковский район)
Новопетро́вский — хутор Долгоруковского сельского поселения Долгоруковского района Липецкой области.

## География
Новопетровский находится в центральной части Долгоруковского района, в 8 км к северо-востоку от райцентра Долгоруково. Располагается на берегах небольшого ручья притока реки Свишня.

## История
Хутор Новопетровский известен с 20-х годов XX века. Основан выходцами из соседней деревни Петровки, по которой получил своё название. Впервые упоминается в переписи населения СССР 1926 года как хутор, 12 дворов, 71 житель.
С 1928 года в составе вновь образованного Долгоруковского района Елецкого округа Центрально-Чернозёмной области. После разделения ЦЧО в 1934 году Долгоруковский район вошёл в состав Воронежской, в 1935 — Курской, а в 1939 году — Орловской области. С 6 января 1954 года в составе Долгоруковского района Липецкой области.

## Население
| 2010 |
| ---- |
| 8    |

## Транспорт
Новопетровский связан грунтовыми дорогами с деревнями Петровка и Пашинино.
В 4,5 км к востоку находится железнодорожная станция Плоты (линия Елец — Валуйки ЮВЖД).